# ددشتاپولچانی
ددشتاپولچانی (به مجاری:  Dédestapolcsány) یک شهرداری در مجارستان است که در ناحیه کازینتس‌بارتسیکا واقع شده‌است. ددشتاپولچانی ۲۹٫۴۵ کیلومتر مربع مساحت و ۱٬۶۰۳ نفر جمعیت دارد.